# Departamento de Colón (Panamá)
Colón fue uno de los siete departamentos en que se dividía el Estado Soberano de Panamá (Colombia). Fue creado el 15 de julio de 1855, a partir del territorio noroccidental de la provincia de Panamá, mediante la Convención constituyente del Estado. Tenía por cabecera a la ciudad de Colón.

## División territorial
El departamento al momento de su creación (1855) estaba dividido en los distritos de Colón, Chagres, Portobelo y Palenque.
Para 1870 el departamento estaba dividido en los distritos de Colón, Buenavista, Gatún, Chagres, Portobelo, Palenque y Santa Isabel.
En 1880 el departamento fue ampliado con el traspaso del distrito de Donoso, que pertenecía al departamento de Coclé.